# تازه‌آباد (لشت نشا)
تازه‌آباد روستایی در دهستان علی‌آباد زیباکنار بخش لشت نشا شهرستان رشت استان گیلان ایران است.

## جمعیت
بر پایه سرشماری عمومی نفوس و مسکن در سال ۱۳۹۵ جمعیت این روستا ۱۵۱ نفر (۵۸خانوار) بوده‌است.